# Mark M. Lowenthal

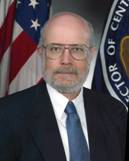
Mark M. Lowenthal

Mark M. Lowenthal (* 5. September 1948) ist ein US-amerikanischer Publizist.

## Leben
Lowenthal studierte Geschichte in New York City am Brooklyn College und an der Harvard University. Als Autor verfasste er mehrere Bücher. Lowenthal ist für die Central Intelligence Agency tätig. Er ist mit Cynthia Lowenthal verheiratet und hat zwei Kinder. Die Familie wohnt in Reston, Virginia. Lowenthal nahm viermal (1988; 1990; 2005; 2014) an der US-amerikanischen Fernsehshow Jeopardy! teil.

## Werke (Auswahl)
- Intelligence: From Secrets to Policy, CQ Press; 5th edition, 2011. ISBN 978-1-6087-1675-3.
- The U.S. Intelligence Community: An Annotated Bibliography (Organizations and Interest Groups), Routledge, 1994, ISBN 978-0-8153-1423-3.
- Secrets of the Jeopardy Champions, gemeinsam mit Chuck Forrest, Grand Central Publishing, 1992, ISBN 978-0-446-39352-2.
- U.S. Intelligence: Evolution and Anatomy Second Edition (The Washington Papers), Praeger Paperback, 1992, ISBN 978-0-275-94434-6.
- Leadership & Indecision (Harvard Dissertations in American History and Political Science), Dissertations-G, 1988, ISBN 978-0-8240-5137-2.
- Crispan Magicker, Avon Books, 1979, ISBN 978-0-380-42333-0.